# Dijebala
Dijebala je bivše naselje u Hrvatskoj u sastavu općine Rovišća. Nalazi se u Bjelovarsko-bilogorskoj županiji. 

## Upravna organizacija
Ne pojavljuje se na popisima 2001. ni 2011.
Danas je područje ovog naselja upravno pripada općini Rovišću, a pripojeno je naselju Predavcu.

## Stanovništvo
| broj stanovnika | 141   |       |       | 173   | 218   | 214   | 221   | 230   | 135   | 150   | 211   | 178   | 177   | 188   |       |
|                 | 1857. | 1869. | 1880. | 1890. | 1900. | 1910. | 1921. | 1931. | 1948. | 1953. | 1961. | 1971. | 1981. | 1991. | 2001. |